# Orectolobus parvimaculatus
Orectolobus parvimaculatus es una especie de elasmobranquio orectolobiforme de la familia Orectolobidae.